# Никола Симић (фудбалер, 1897)
Никола Симић - „Николица поп“ (Београд 2. децембра 1897. — умро Београд 22. децембра 1969) је бивши фудбалски репрезентативац Југославије, банкарски службеник.
У пионирским данима фудбала у Београду био је међу првим „звездама“, а играо је на свим местима у тиму, најчешће полутку и центархалфа. Јубиларну 100. утакмицу за БСК одиграо је на левом крилу.
Почео је да игра у београдској Богословији. Учивши богословију до осмог разреда, 1911. пелази у БСК. Играо је за подмладак и после тога од 1914. за први тим београдских „плавих“. У зиму 1915/1916, заједно са српском војском, као избеглица прешао је Албанију и преко Крфа стигао до Француске, где је уз школовање, успешно играо у Ници, Монаку, Марсеју, Греноблу, Лиону и Тулузу, а пола године играо је и у Оксфорду (Енглеска).
Кад се вратио у домовину, поново је обукао „плави“ дрес БСКа (1919—1925). Као изванредан техничар и један од најбољих играча, био је капитен тима, а кад је 1925. престао да игра, био је дуго година функционер клуба.
Десет пута је играо за градску селекцију Београда и једанпут за репрезентацију Краљевине Срба, Хрвата и Словенаца: 2. септембра 1920. у Анверсу против Египта (2:4) на тзв „утешном турниру“ на олимпијским играма. То је била друга утакмица ондашње репрезентације Краљевине Срба, Хрвата и Словенаца.
Оставши у фудбалу као врло вредан и поштован функционер, у три периода био је вођа фудбалске секције БСК-а: 1926-1932,1933-1936. и 1941-1942.
Био је селектор ондашњег Београдског лоптачког подсавеза, а као савезни капитен Југословенског ногометног савеза саставио је 1936. четири репрезентације Југославије.